# Ziziphus lloydii
Ziziphus lloydii là một loài thực vật có hoa trong họ Táo. Loài này được (Mill.) M.C. Johnst. miêu tả khoa học đầu tiên năm 1962.